# 鄧恩維爾 (加利福尼亞州)
鄧恩維爾（英語：Dunneville）是位於美國加利福尼亞州聖貝尼托縣的一個非建制地區。該地的面積和人口皆未知。

## 地理
鄧恩維爾的座標為36°56′49″N 121°24′38″W / 36.94694°N 121.41056°W，而該地的平均海拔高度為58米（即190英尺）。